# جورج آي. بارنت
جورج آي. بارنت (بالإنجليزية: George I. Barnett)‏ هو مهندس معماري أمريكي، ولد في 1815 في نوتنغهام في المملكة المتحدة، وتوفي في 1898 في سانت لويس في الولايات المتحدة.

## معرض صور

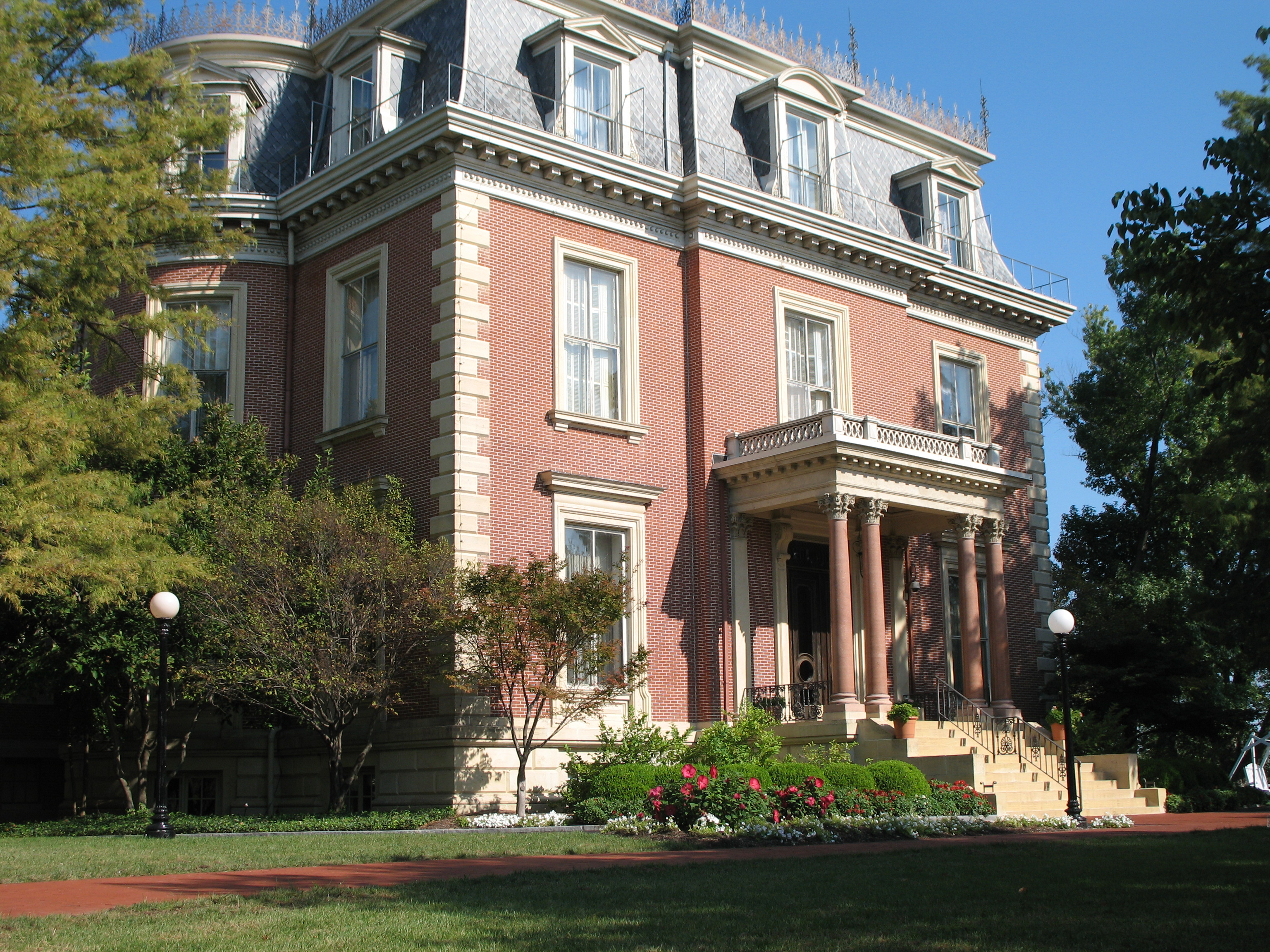
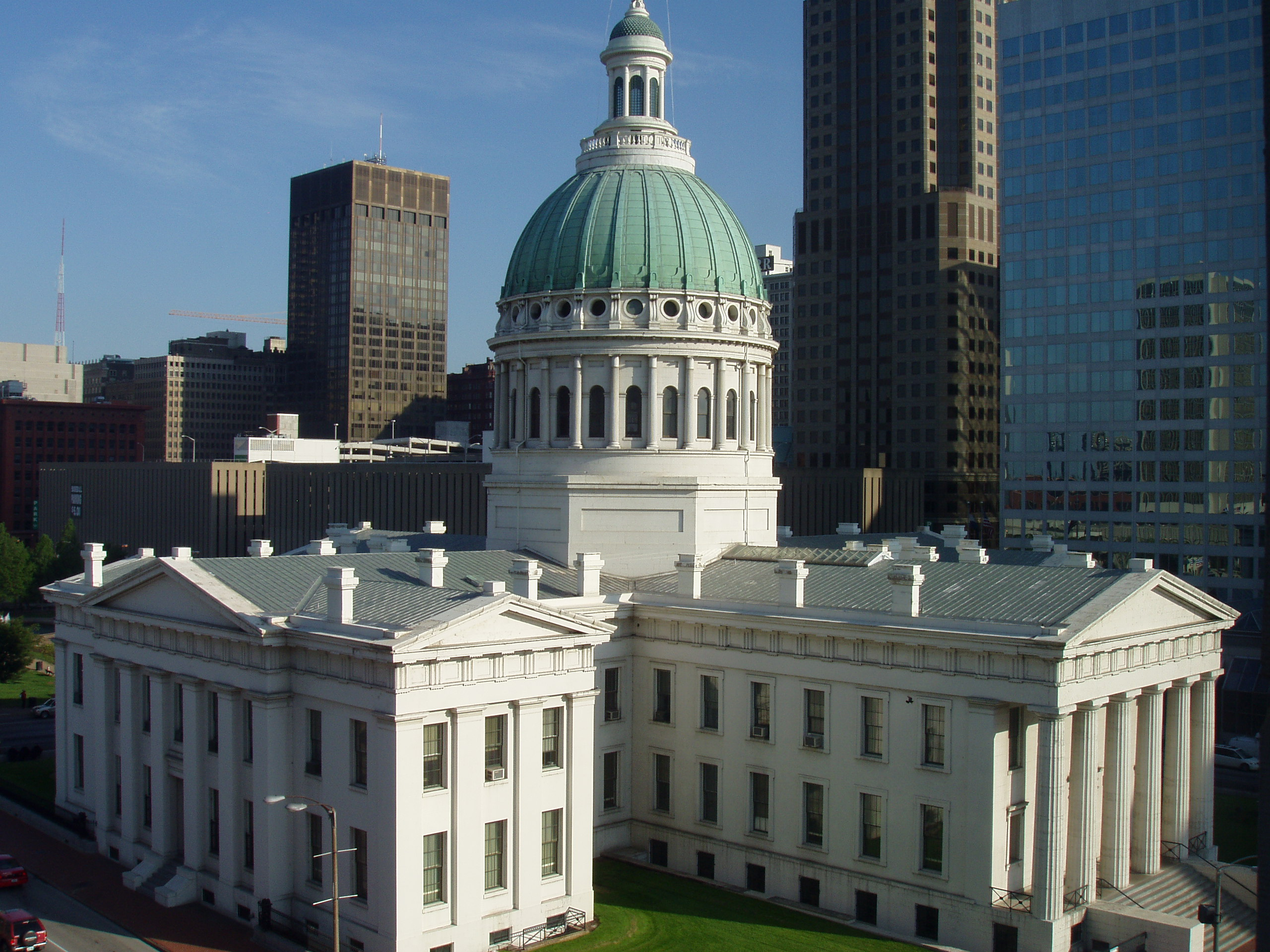
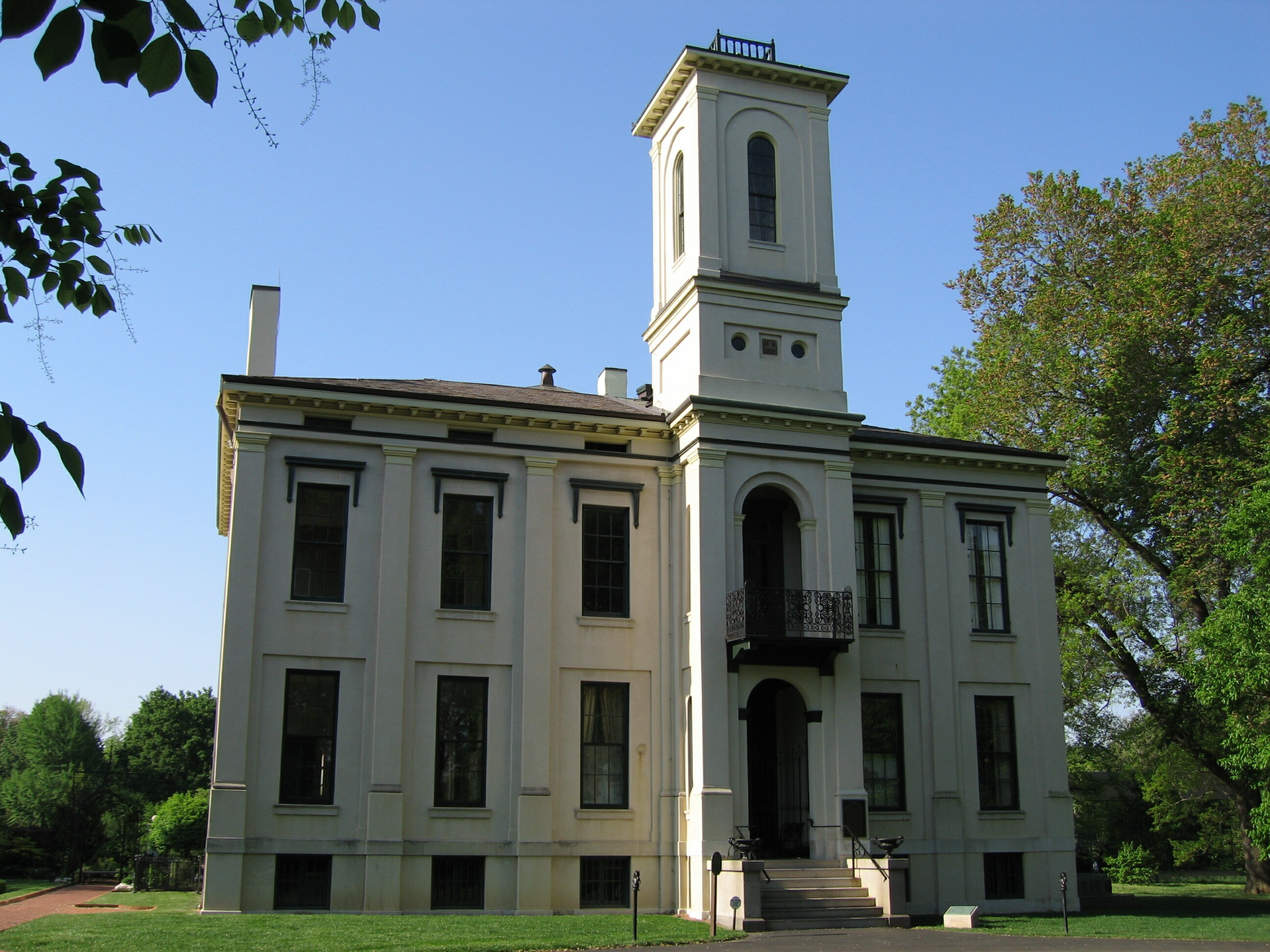
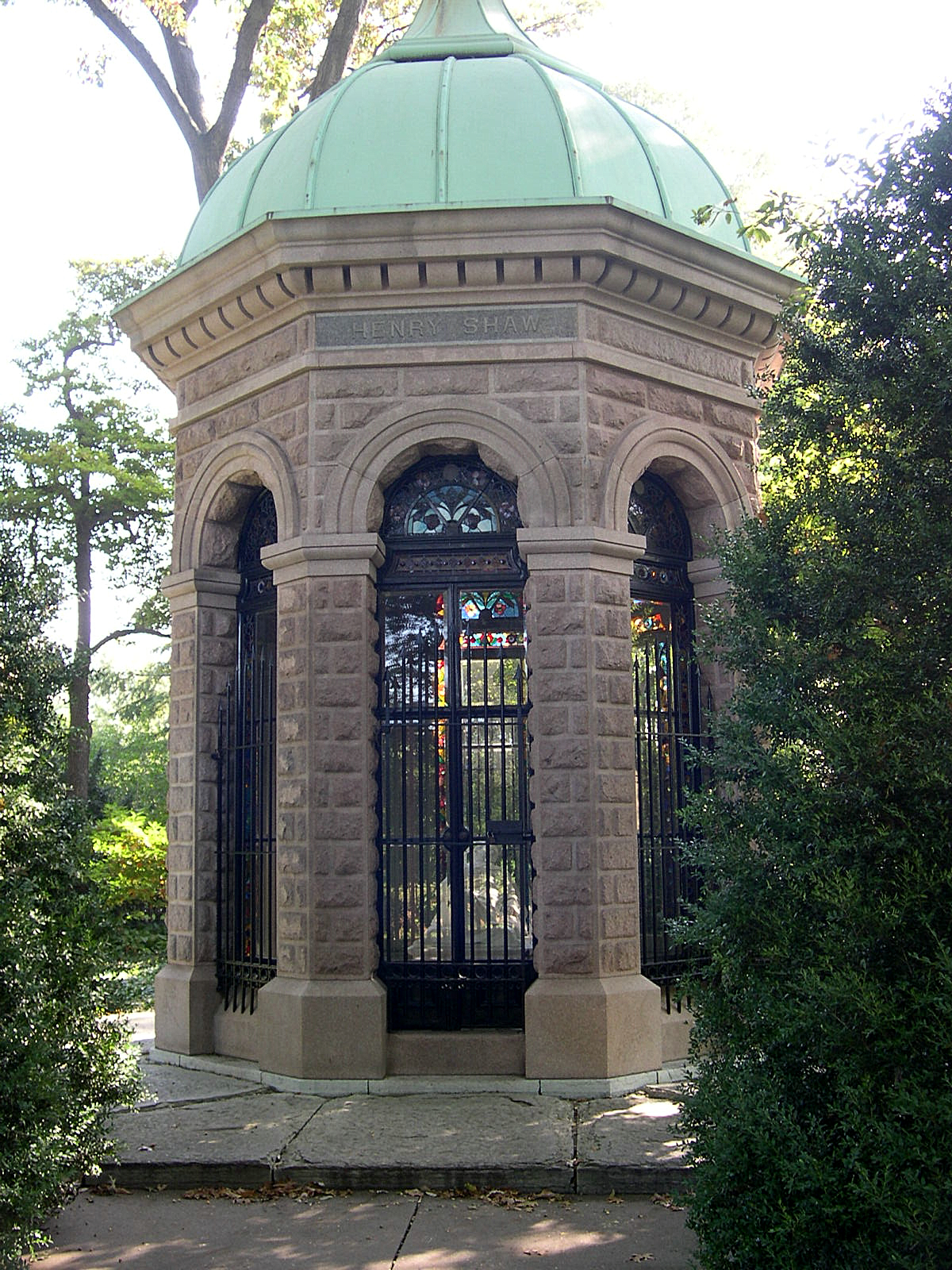
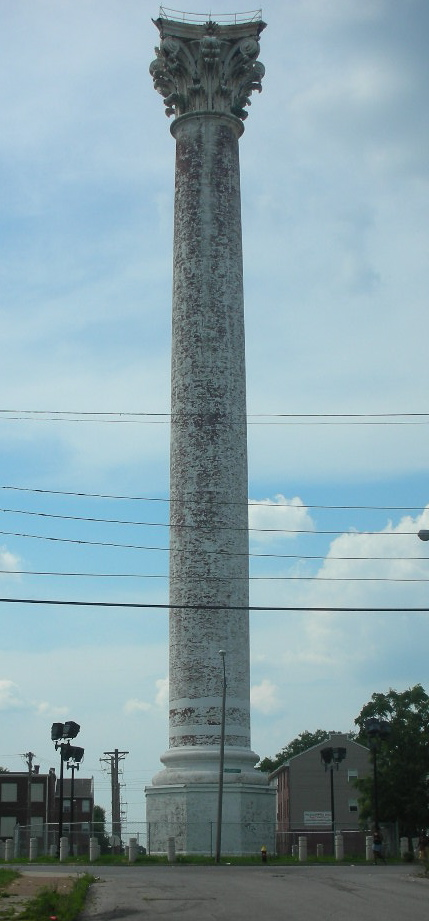
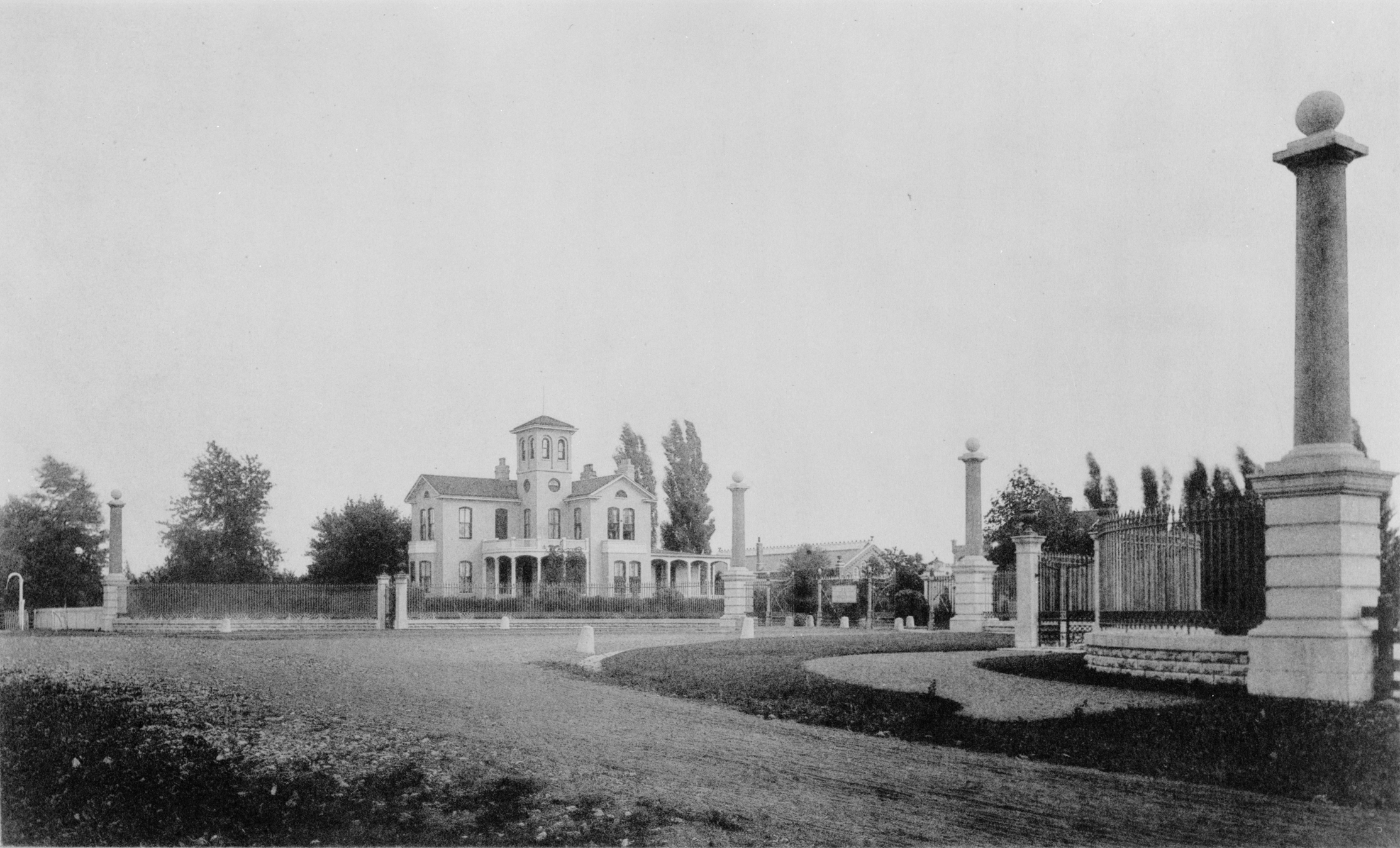